# Plebeia emerina
Plebeia emerina är en biart som först beskrevs av Heinrich Friese 1900.  Plebeia emerina ingår i släktet Plebeia och familjen långtungebin. Inga underarter finns listade i Catalogue of Life.